# Erebia flavofasciata
Erebia flavofasciata är en fjärilsart som beskrevs av Rühl 1895. Erebia flavofasciata ingår i släktet Erebia och familjen praktfjärilar. IUCN kategoriserar arten globalt som nära hotad. Inga underarter finns listade i Catalogue of Life.